# Adrorhizinae
Sous-tribu
Synonymes
Bromheadiinae Dressler (1990)
Les Adrorhizinae sont une sous-tribu de plantes de la famille des Orchidaceae (les Orchidées), de la sous-famille des Epidendroideae et de la tribu des Vandeae.
Le genre type est Adrorhizon.

## Liste des genres
- Adrorhizon
- Bromheadia
- Sirhookera

## Publication originale
- (de) Rudolf Schlechter, Die Orchideen no 132, 1914.